# Lysandra centriquinta
Lysandra centriquinta är en fjärilsart som beskrevs av Bright och Leeds 1938. Lysandra centriquinta ingår i släktet Lysandra och familjen juvelvingar. Inga underarter finns listade i Catalogue of Life.